# Stylidium
Stylidium este un gen de plante dicotiledonate din familia Stylidiaceae. Plantele din acest gen sunt considerate a fi protocarnivore sau carnivore.

## Specii
- Stylidium accedens
- Stylidium aceratum
- Stylidium acuminatum
- Stylidium adenophorum
- Stylidium adnatum
- Stylidium adpressum
- Stylidium aeonioides
- Stylidium affine
- Stylidium albolilacinum
- Stylidium albomontis
- Stylidium alsinoides
- Stylidium amabile
- Stylidium amoenum
- Stylidium angustifolium
- Stylidium applanatum
- Stylidium aquaticum
- Stylidium arenicola
- Stylidium armeria
- Stylidium articulatum
- Stylidium assimile
- Stylidium austrocapense
- Stylidium barleei
- Stylidium barrettiorum
- Stylidium beaugleholei
- Stylidium bellum
- Stylidium bolgartense
- Stylidium brachyphyllum
- Stylidium breviscapum
- Stylidium brunonianum
- Stylidium bulbiferum
- Stylidium burbidgeanum
- Stylidium caespitosum
- Stylidium calcaratum
- Stylidium canaliculatum
- Stylidium candelabrum
- Stylidium capillare
- Stylidium caricifolium
- Stylidium carlquistii
- Stylidium carnosum
- Stylidium centrolepoides
- Stylidium ceratophorum
- Stylidium chiddarcoopingense
- Stylidium choreanthum
- Stylidium ciliatum
- Stylidium cilium
- Stylidium clarksonii
- Stylidium clavatum
- Stylidium claytonioides
- Stylidium coatesianum
- Stylidium confertum
- Stylidium confluens
- Stylidium cordifolium
- Stylidium cornuatum
- Stylidium coroniforme
- Stylidium corymbosum
- Stylidium costulatum
- Stylidium crassifolium
- Stylidium crossocephalum
- Stylidium curtum
- Stylidium cyguorum
- Stylidium cymiferum
- Stylidium daphne
- Stylidium debile
- Stylidium decipiens
- Stylidium delicatum
- Stylidium desertorum
- Stylidium despectum
- Stylidium diademum
- Stylidium diceratum
- Stylidium dichotomum
- Stylidium dielsianum
- Stylidium dilatatum
- Stylidium diplectroglossum
- Stylidium diplotrichum
- Stylidium dispermum
- Stylidium diuroides
- Stylidium divaricatum
- Stylidium divergens
- Stylidium diversifolium
- Stylidium drummondianum
- Stylidium dunlopianum
- Stylidium ecorne
- Stylidium edentatum
- Stylidium eglandulosum
- Stylidium elachophyllum
- Stylidium elongatum
- Stylidium emarginatum
- Stylidium ensatum
- Stylidium eriorrhizum
- Stylidium evolutum
- Stylidium exappendiculatum
- Stylidium exiguum
- Stylidium exoglossum
- Stylidium expeditionis
- Stylidium falcatum
- Stylidium fasciculatum
- Stylidium ferricola
- Stylidium fimbriatum
- Stylidium flagellum
- Stylidium floodii
- Stylidium floribundum
- Stylidium fluminense
- Stylidium foveolatum
- Stylidium fusilobium
- Stylidium galioides
- Stylidium glabrifolium
- Stylidium glanduliferum
- Stylidium glandulosissimum
- Stylidium glandulosum
- Stylidium glaucum
- Stylidium gloeophyllum
- Stylidium graminifolium
- Stylidium guttatum
- Stylidium hirsutum
- Stylidium hispidum
- Stylidium hortiorum
- Stylidium humphreysii
- Stylidium hymenocraspedum
- Stylidium imbricatum
- Stylidium inaequipetalum
- Stylidium inconspicuum
- Stylidium induratum
- Stylidium insensitivum
- Stylidium inundatum
- Stylidium inversiflorum
- Stylidium ireneae
- Stylidium irriguum
- Stylidium javanicum
- Stylidium junceum
- Stylidium kalbarriense
- Stylidium keigheryi
- Stylidium korijekup
- Stylidium laciniatum
- Stylidium laricifolium
- Stylidium lateriticola
- Stylidium leeuwinense
- Stylidium leiophyllum
- Stylidium lepidum
- Stylidium leptocalyx
- Stylidium leptophyllum
- Stylidium leptorhizum
- Stylidium limbatum
- Stylidium lineare
- Stylidium lineatum
- Stylidium lobuliflorum
- Stylidium longibracteatum
- Stylidium longicornu
- Stylidium longissimum
- Stylidium longitubum
- Stylidium lowrieanum
- Stylidium luteum
- Stylidium macranthum
- Stylidium macrocarpum
- Stylidium maitlandianum
- Stylidium maritimum
- Stylidium marradongense
- Stylidium megacarpum
- Stylidium merrallii
- Stylidium mimeticum
- Stylidium miniatum
- Stylidium montanum
- Stylidium mucronatum
- Stylidium multiscapum
- Stylidium muscicola
- Stylidium neglectum
- Stylidium nominatum
- Stylidium nonscandens
- Stylidium notabile
- Stylidium nungarinense
- Stylidium nymphaeum
- Stylidium obtusatum
- Stylidium ornatum
- Stylidium osculum
- Stylidium oviflorum
- Stylidium pachyrhizum
- Stylidium paniculatum
- Stylidium paulineae
- Stylidium pedunculatum
- Stylidium pendulum
- Stylidium periscelianthum
- Stylidium perizostera
- Stylidium perplexum
- Stylidium perpusillum
- Stylidium perula
- Stylidium petiolare
- Stylidium piliferum
- Stylidium pilosum
- Stylidium pingrupense
- Stylidium planirosulum
- Stylidium plantagineum
- Stylidium preissii
- Stylidium pritzelianum
- Stylidium productum
- Stylidium prophyllum
- Stylidium pseudocaespitosum
- Stylidium pseudohirsutum
- Stylidium pseudosacculatum
- Stylidium pubigerum
- Stylidium pulchellum
- Stylidium pulviniforme
- Stylidium pycnostachyum
- Stylidium pygmaeum
- Stylidium quadrifurcatum
- Stylidium ramosissimum
- Stylidium repens
- Stylidium rhipidium
- Stylidium rhynchocarpum
- Stylidium ricae
- Stylidium rigidifolium
- Stylidium rivulosum
- Stylidium roseoalatum
- Stylidium roseonanum
- Stylidium rosulatum
- Stylidium rotundifolium
- Stylidium rubriscapum
- Stylidium rupestre
- Stylidium scabridum
- Stylidium scandens
- Stylidium schizanthum
- Stylidium schoenoides
- Stylidium scintillans
- Stylidium sejunctum
- Stylidium semaphorum
- Stylidium septentrionale
- Stylidium sidjamesii
- Stylidium simulans
- Stylidium soboliferum
- Stylidium spathulatum
- Stylidium squamellosum
- Stylidium squamosotuberosum
- Stylidium stenophyllum
- Stylidium striatum
- Stylidium symonii
- Stylidium tenellum
- Stylidium tenerrimum
- Stylidium tenuicarpum
- Stylidium tepperanum
- Stylidium thylax
- Stylidium tinkeri
- Stylidium torticarpum
- Stylidium trudgenii
- Stylidium turbinatum
- Stylidium turleyae
- Stylidium tylosum
- Stylidium udusicola
- Stylidium uliginosum
- Stylidium uniflorum
- Stylidium utricularioides
- Stylidium validum
- Stylidium velleioides
- Stylidium verticillatum
- Stylidium violaceum
- Stylidium warriedarense
- Stylidium weeliwolli
- Stylidium wilroyense
- Stylidium xanthellum
- Stylidium xanthopis
- Stylidium yilgarnense